# Hypena extensalis
Hypena extensalis är en fjärilsart som beskrevs av Achille Guenée 1854. Hypena extensalis ingår i släktet Hypena och familjen nattflyn. Inga underarter finns listade i Catalogue of Life.